# Amt Neukirchen (Nordfriesland)
Das Amt Neukirchen war ein Amt im Kreis Südtondern in Schleswig-Holstein. Es bestand aus den drei Gemeinden Aventoft, Neukirchen und Rodenäs.

## Geschichte
1889 wurde im Kreis Tondern der Amtsbezirk Neukirchen in der Provinz Schleswig-Holstein gebildet. Er umfasste neben den drei oben genannten Gemeinden auch einen Teil des Gutsbezirks Herrschaftlicher Gotteskoog und die drei Gemeinden Ruttebüll, Seth und Uberg. Letztere wurden 1920 aufgrund der Volksabstimmung in Schleswig an Dänemark abgetreten. Nach Auflösung des Gutsbezirks Gotteskoog wurde die im Amtsbezirk liegende Fläche auf die verbliebenen drei Gemeinden des Amtsbezirks verteilt.
1948 wurde der Amtsbezirk aufgelöst und die drei Gemeinden bildeten fortan das Amt Neukirchen, das 1967 aufgelöst wurde. Die Gemeinden bildeten danach mit den Gemeinden des bisherigen Amtes Emmelsbüll das Amt Wiedingharde.